# Les Mendiants de miracles
 (octobre 2024).
Les Mendiants de miracles est un roman du poète roumain Virgil Gheorghiu paru en 1958 (1967 en France). Ce roman aborde plusieurs thèmes centraux de l'époque tels que le racisme, l'instrumentalisation de celui-ci ou les affres de la guerre froide. Écrit à partir de 1955, la guerre froide, la guerre d'Algérie et l’Indochine mettent alors à mal l’espoir d’une paix durable en France, la patrie d’adoption de l’auteur. Plus important encore, le pacte de Varsovie et la ségrégation raciale aux États-Unis semblent avoir particulièrement touché Gheorghiu dans l'écriture de son livre.

## Résumé
Max Embilit, jeune afro-américain, fils d'industriels libéraux, est passé à tabac par des policiers après un traquenard raciste. Humilié, frappé et émasculé par les frères de sa fiancée, Max est abandonné sur la route, laissé pour mort. Bien que son cas soit médiatisé, il n'obtiendra pas justice, se réfugiant alors dans l'alcool.
Quelque influent de l'URSS voit dans son histoire un moyen d'obtenir la guerre des peuples africains contre l'occident. Après avoir retourné puis récupéré Max, la Russie lui donne l'ordre d'assassiner une troupe de missionnaire à Icilolia, afin de participer à « l'émancipation de sa race ».
Cet assassinat se révèlera lourd de conséquences, et servira surtout les intérêts des faux amis communistes de Max, qui n'aura été que l'outil de desseins qui le dépassent.

## Thèmes abordés

### Politique
Les thèmes abordés dans Les Mendiants de miracles de Virgil Gheorghiu sont ancrés dans les problématiques politiques et sociales des années 1950. Le roman aborde l'instrumentalisation des tensions raciales par les puissances politiques, notamment l'URSS, qui utilise la souffrance des minorités comme levier de propagande dans le contexte de la guerre froide. La manipulation idéologique et les luttes géopolitiques sous-jacentes à la décolonisation et aux mouvements d'émancipation sont au cœur du récit.

### Philosophie
Virgil Gheorghiu développe dans son œuvre une conception du mal centrée sur la déshumanisation et la manipulation des individus par des régimes totalitaires et des idéologies extrémistes. Son expérience personnelle des dictatures, de la guerre et de l'exil nourrit une vision du mal qui dépasse l'individu pour s'inscrire dans les structures politiques et sociales. Gheorghiu considère le mal comme inhérent aux systèmes qui transforment les êtres humains en instruments de répression, en les privant de leur liberté et de leur dignité.

## Réception
En 2024, le livre est noté 7.3 sur SensCritique.
Le Monde estime que ce nouvel ouvrage de Virgil Gheorghiu est aussi convaincant que les précédents et plus sincère, car racontant « le drame quotidien des malheureux qui se font écraser sans que personne verse une larme sur leur cercueil ».